# سان بنيتو (تكساس)
سان بنيتو (بالإنجليزية: San Benito)‏ هي مدينة أمريكية تقع في ولاية تكساس.تبلغ مساحة هذه المدينة 29 (كم²)،ويبلغ عدد سكانها 24250 نسمة حسب إحصاء سنة 2010 م. تشير إحصاءات سنة 2000م بأن الكثافة السكانية في هذه المدينة تقدر بـ(822.1) نسمة/كم2.

## التركيبة السكانية
حدّد مكتب تعداد الولايات المتحدة بيانات التركيبة السكانية لسان بنيتو في تعداد الولايات المتحدة. في ما يلي، التركيبة السكانية حسب تعدادي 2000 و2010.

### تعداد عام 2000
بلغ عدد سكان سان بنيتو 23,444 نسمة بحسب تعداد عام 2000، وبلغ عدد الأسر 7,065 أسرة وعدد العائلات 5,719 عائلة مقيمة في المدينة. في حين سجلت الكثافة السكانية 561 نسمة لكل كيلومتر مربع (1,453.0/ميل2). وبلغ عدد الوحدات السكنية 9,120 وحدة بمتوسط كثافة قدره 218.2 لكل كيلومتر مربع (565.1/ميل2).
وتوزع التركيب العرقي للمدينة بنسبة 76.16% من البيض و0.32% من الأمريكيين الأفارقة و0.41% من الأمريكيين الأصليين و0.25% من الأمريكيين ذوي الأصول الآسيوية و0% من سكان جزر المحيط الهادئ و20.48% من الأعراق الأخرى و2.38% من عرقين مختلطين أو أكثر و86.93% من الهسبانيون أو اللاتينيون من أي عرق.
بلغ عدد الأسر 7,065 أسرة كانت نسبة 49.1% منها لديها أطفال تحت سن الثامنة عشر تعيش معهم، وبلغت نسبة الأزواج القاطنين مع بعضهم البعض 56.6% من أصل المجموع الكلي للأسر، ونسبة 19.5% من الأسر كان لديها معيلات من الإناث دون وجود شريك، بينما كانت نسبة 4.9% من الأسر لديها معيلون من الذكور دون وجود شريكة وكانت نسبة 19.1% من غير العائلات. تألفت نسبة 16.8% من أصل جميع الأسر من عدة أفراد يعيشون في نفس المنزل ونسبة 10.7% كانت تتألف من شخص يعيش بمفرده يبلغ من العمر 65 عاماً أو أكثر. وبلغ متوسط حجم الأسرة المعيشية 3.30، أما متوسط حجم العائلات فبلغ 3.72.
بلغ العمر الوسطي للسكان 29.7 عاماً. وكانت نسبة 33% من القاطنين تحت سن الثامنة عشر، وكانت نسبة 10.5% بين الثامنة عشر والرابعة والعشرين عاماً، ونسبة 24.8% كانت واقعةً في الفئة العمرية ما بين الخامسة والعشرين والرابعة والأربعين عاماً، ونسبة 17.7% كانت ما بين الخامسة والأربعين والرابعة والستين، ونسبة 13.4% كانت ضمن فئة الخامسة والستين عاماً فما فوق. يوجد لكل 100 أنثى 90.0 ذكر، ويوجد لكل 100 أنثى في الثامنة عشر من عمرها فما فوق 84.1 ذكر.
بلغ متوسط دخل الأسرة في المدينة 24,027 دولارًا، أما متوسط دخل العائلة فبلغ 26,415 دولارًا. وكان متوسط دخل الذكور 22,097 دولارًا مقابل 18,512 دولارًا للإناث. وسجل دخل الفرد الخاص بالمدينة 10,317 دولارًا. وكانت نسبة 28.7% من العائلات ونسبة 32.7% من السكان تحت خط الفقر، وكان من هؤلاء نسبة 42.6% تحت سن الثامنة عشر ونسبة 22.8% في الخامسة والستين من العمر وما فوق.

### تعداد عام 2010
بلغ عدد سكان سان بنيتو 24,250 نسمة بحسب تعداد عام 2010، وبلغ عدد الأسر 7,288 أسرة وعدد العائلات 5,764 عائلة مقيمة في المدينة. في حين سجلت الكثافة السكانية 580.3 نسمة لكل كيلومتر مربع (1,503.0/ميل2). وبلغ عدد الوحدات السكنية 8,585 وحدة بمتوسط كثافة قدره 205.4 لكل كيلومتر مربع (532.0/ميل2).
وتوزع التركيب العرقي للمدينة بنسبة 85.97% من البيض و0.45% من الأمريكيين الأفارقة و0.34% من الأمريكيين الأصليين و0.28% من الأمريكيين ذوي الأصول الآسيوية و0.01% من سكان جزر المحيط الهادئ و11.25% من الأعراق الأخرى و1.70% من عرقين مختلطين أو أكثر و90.70% من الهسبانيون أو اللاتينيون من أي عرق.
بلغ عدد الأسر 7,288 أسرة كانت نسبة 47.1% منها لديها أطفال تحت سن الثامنة عشر تعيش معهم، وبلغت نسبة الأزواج القاطنين مع بعضهم البعض 50.8% من أصل المجموع الكلي للأسر، ونسبة 21.7% من الأسر كان لديها معيلات من الإناث دون وجود شريك، بينما كانت نسبة 6.6% من الأسر لديها معيلون من الذكور دون وجود شريكة وكانت نسبة 20.9% من غير العائلات. تألفت نسبة 18% من أصل جميع الأسر من عدة أفراد يعيشون في نفس المنزل ونسبة 9.1% كانت تتألف من شخص يعيش بمفرده يبلغ من العمر 65 عاماً أو أكثر. وبلغ متوسط حجم الأسرة المعيشية 3.32، أما متوسط حجم العائلات فبلغ 3.78.
بلغ العمر الوسطي للسكان 31.0 عاماً. وكانت نسبة 33.2% من القاطنين تحت سن الثامنة عشر، وكانت نسبة 9.2% بين الثامنة عشر والرابعة والعشرين عاماً، ونسبة 24% كانت واقعةً في الفئة العمرية ما بين الخامسة والعشرين والرابعة والأربعين عاماً، ونسبة 20.2% كانت ما بين الخامسة والأربعين والرابعة والستين، ونسبة 13.4% كانت ضمن فئة الخامسة والستين عاماً فما فوق. وتوزع التركيب الجنسي للسكان بنسبة 48.4% ذكور و51.6% إناث.

## أعلام
- نارسيسو مارتينيز
- لاري كيلر
- كيفن غاريت